# Civil Works Administration
La Civil Works Administration (Administración de Obras Civiles, en español) fue una organización estatal establecida en Estados Unidos dentro del marco del New Deal para combatir la Gran Depresión, y con el fin inmediato de crear puestos de trabajo para millones de desempleados.
Los puestos de trabajo creados por el CWA eran solamente temporales, y destinados a existir solamente por unos cuentos meses, durante el invierno boreal de 1933-1934. El presidente Franklin D. Roosevelt puso en marcha en CWA el 8 de noviembre de 1933, colocando al frente de esta organización a Harry L. Hopkins.
El CWA era uno de los proyectos creados al amparo de la Federal Emergency Relief Administration (FERA), como una forma de aumentar la cantidad de beneficiarios de los programas de empleo. A diferencia de lo ocurrido con otras entidades como la Public Works Administration (PWA), el CWA implicaba que el gobierno federal pagaba directamente a los trabajadores empleados en obras para su comunidad, sin delegar esta responsabilidad en contratistas privados. 
En sus meses de duración el CWA se dedicó a obras públicas en beneficio de comunidades rurales y de pequeñas ciudades a lo largo de Estados Unidos, restaurando, construyendo, y reparando edificios, carreteras, y puentes. Sin embargo, pronto atrajo críticas de que los proyectos de construcción implicaban una competencia desleal entre el gobierno federal y contratistas privados, sobre todo porque el CWA había destacado por pagar salarios mayores a los de un obrero promedio. 
Ante ello, el 31 de marzo de 1934 el CWA fue clausurado definitivamente, tras absorber un costo mensual de casi 200 millones de dólares durante su funcionamiento, y dar empleo a cuatro millones de individuos. No obstante, el modelo de pagar directamente los salarios de trabajadores a cambio de obras públicas tangibles y visibles causó que este programa fuese aplaudido por su eficacia en crear obras tangibles y de beneficio público. En gran parte sus metas fueron recogidas por la Works Progress Administration (WPA), fundada en 1935